# Вітвара
Вітвара або Королівство острова Вайт — ютська держава на території острова Вайт навпроти узбережжя Великої Британії (сучасна Велика Британія), що утворилася на початку VI століття. Невдовзі було підкорено західними саксами, які заснували тут місцеву династію. Тривалий час королівство було об'єктом боротьби між Вессексом, Сассексом та Мерсією. Зрештою 686 року приєднано до королівства Вессекс.

## Історія
Близько 400 року римські війська залишили провінцію Британія, зокрема острів Вайт. На початку V століття на остров утворилося кельтське королівство Ініс Вейт, що знаходилося у васальній залежності від Кайра-Гвіннтгуіка.
На початку VI століття острів був захоплений германськими племенем ютів, який закликав на допомогу Еск, король Кенту. Очільник ютів, що захопив острів Вайта достеменно невідомий. Юти назвали королівство Вітвара, що перекладається як «Люди (вояки) Вайту». Можливо королі Вітвари були родичами правлячої династії в Кенті.
У 530 році Вітвару було підкорено військами сакського племені гевіссіїв на чолі з Кердіком (засновником королівства Вессекс). Після смерті Кердіка в 534 році король Кінрік віддав острів родичам Вітгару і Стуфу, які допомагали його батькові при завоюванні півдня Британії. Вони зміцнили старий римський форт, який став називатися Вітварасбург. Пізніше на його місці було побудовано замок Керісбрук.
Протягом 120 років Вайт перебував під владою Вессекської династії. Імена його правителів не збереглися. Висловлюється, що вони навіть були королями, а лише елдорменами.
У 661 році Вульфхер, король Мерсії, сплюндрував острів і віддав його своєму хрещеникові Етельвелю, королю Сассексу. У 686 році на Вайт напав Кедвалла, що мав намір хрестити його жителів, що залишалися до сих пір поганами. Він убив місцевого короля Арвальда і винищив майже всіх місцевих жителів, після чого Вітвара увійшла до складу Вессексу. При цьому сестра Арвальда стала дружиною Еґберта І, короля Кенту.

## Королі
- невідомі королі ютів 500—530
- Кердік (530—534)
- Вітгар (534—544)
- Стуф (534—544)
- невідомі королі 544—660
- Арвальд (бл. 660—686)